# أولاد ميمون (المغرب)
أولاد ميمون هي قرية مغربية تنتمي لإقليم مولاي يعقوب، غرب مدينة فاس. تضم هذه البلدة 9.372 ساكنا حسب إحصاء سبتمبر 2014.